# Liste der Monuments historiques in Aubonne (Doubs)
Die Liste der Monuments historiques in Aubonne führt die Monuments historiques in der französischen Gemeinde Aubonne auf.

## Liste der Immobilien
| Bezeichnung       | Beschreibung | Standort              | Kennzeichnung | Schutzstatus | Datum | Bild           |
| ----------------- | --- | --------------------- | ------------- | ------------ | ----- | -------------- |
| Château d’Aubonne | Schloss, 1760 erbaut, 1830 erweitert; mit den Wirtschaftsgebäuden und Stallungen und Teilen der Innenausstattung | Rue du Château (Lage) | PA00101441    | Inscrit      | 1979  | weitere Bilder |

## Liste der Objekte
| Bezeichnung                       | Beschreibung | Standort                       | Kennzeichnung | Schutzstatus | Datum | Bild |
| --------------------------------- | --- | ------------------------------ | ------------- | ------------ | ----- | ---- |
| Rechter Seitenaltar               | Altartisch, Retabel und Gemälde; Holz, farbig gefasst und vergoldet, Ölfarbe auf Leinwand, vor 1769 | in der Kirche St-Antide (Lage) | PM25000040    | Classé       | 1975  |      |
| Herz-Jesu-Altar                   | linker Seitenaltar; Altartisch, Retabel und Gemälde; Holz, farbig gefasst und vergoldet, Ölfarbe auf Leinwand, vor 1769 | in der Kirche St-Antide (Lage) | PM25000041    | Classé       | 1975  |      |
| Zwei Altarleuchter                | Holz, vergoldet, 18. oder 19. Jahrhundert | in der Kirche St-Antide (Lage) | PM25000042    | Classé       | 1975  |      |
| Hauptaltar und Chorgestühl        | Altartisch, Altaraufbau, Tabernakel, Retabel, drei Gemälde, Chorgestühl und Vertäfelung des Chorraums; Holz, teilweise farbig gefasst und vergoldet, Ölfarbe auf Leinwand, Altar ab 1784, Wandvertäfelung und Chorgestühl von 1704 | in der Kirche St-Antide (Lage) | PM25001596    | Classé       | 1975  |      |
| Kanzel                            | Holz, farbig gefasst, 18. Jahrhundert | in der Kirche St-Antide (Lage) | PM25001597    | Classé       | 1975  |      |
| Gemälde Stiftung des Rosenkranzes | Ölfarbe auf Leinwand, 18. Jahrhundert | in der Kirche St-Antide (Lage) | PM25001839    | Inscrit      | 1975  |      |
| 35 Kirchenbänke                   | Eichen- und Tannenholz, 1770 | in der Kirche St-Antide (Lage) | PM25001840    | Inscrit      | 1975  |      |